# Роджърс (окръг, Оклахома)
Окръг Роджърс (на английски: Rogers County) е окръг в щата Оклахома, Съединени американски щати. Площта му е 1841 km², а населението – 70 641 души (2000). Административен център е град Клеърмор.